# Letlands Nationalteater
Letlands Nationalteater (lettisk: Latvijas Nacionālais teātris) er et teater i Riga i Letland, som rummer den lettiske nationale teaterscene. Bygningen opførtes fra 1899 til 1902 og indviedes den 14. september 1902 som Rigas 2. Teater, senere bedre kendt som Rigas Russiske Teater.
Letlands Nationalteater grundlagdes den 30. november 1919 lidt over et år efter den lettiske uafhængighed som nation blev erklæret på nationalteatrets scene den 18. november 1918. Indvielsens program blev forfattet af Jānis Akurāters, en lettisk forfatter, som på det tidspunkt var chef for kunstafdelingen i det lettiske uddannelsesministerium.